# 힐데가르트넓은머리쥐
힐데가르트넓은머리쥐(Zelotomys hildegardeae)는 쥐과에 속하는 설치류의 일종이다. 앙골라와 부룬디, 중앙아프리카공화국, 콩고민주공화국, 케냐, 말라위, 르완다, 수단, 탄자니아, 우간다, 잠비아에서 발견된다. 자연 서식지는 아열대 또는 열대 기후 지역의 습윤 저지대 숲과 건조 사바나, 습윤 사바나 지역, 건조 저지대 초원, 계절성 습윤 홍수림 저지대 초원, 고지대 초원, 습지, 농장과 시골 정원 지대이다.